# Сафарово (Чишминський район)
Сафа́рово (рос. Сафарово, башк. Сафар) — село у складі Чишминського району Башкортостану, Росія. Адміністративний центр Сафаровської сільської ради.
Населення — 991 особа (2010; 962 в 2002).
Національний склад:
- татари — 82 %

До села було приєднано селище Роз'їзда Сафарово з населенням 29 осіб (2002), з яких татари складають 62 %.